# Horst H. Homuth
Horst Hubertus Homuth (* 9. Oktober 1940 in Helmstedt; † 2004) war ein deutscher Mathematiker. Er war von 1984 bis 1991 Präsident der Universität der Bundeswehr Hamburg.

## Leben
Homuth studierte Mathematik an der Technischen Hochschule Braunschweig (Diplom 1964). 1967 wurde er an der Naturwissenschaftlich-philosophischen Fakultät mit der Dissertation Eine Verallgemeinerung der Regula Falsi auf Operationsgleichungen zum Dr. rer. nat. promoviert.
1971 wurde er wissenschaftlicher Rat und Professor an der TU Braunschweig. 1973 erhielt er eine Professur für Mathematik und Nachrichtentheorie an der Universität der Bundeswehr Hamburg. Sein Forschungsschwerpunkt war Kryptographie. Von 1984 bis 1991 war er Präsident der Bundeswehruniversität in Hamburg.
Homuth war verheiratet.

## Schriften (Auswahl)
- Mit Ernst Henze: Einführung in die Informationstheorie. Studienbuch für Mathematiker, Informatiker, Naturwissenschaftler und Ingenieure ab 3. Semester. 4. Auflage, Vieweg, Braunschweig 1974, ISBN 3-528-13006-7.
- Mit Ernst Henze: Einführung in die Codierungstheorie. Studienbuch für Mathematiker, Informatiker, Naturwissenschaftler und Ingenieure ab 3. Semester. Vieweg, Braunschweig 1974, ISBN 3-528-03024-0.
- Einführung in die Automatentheorie. Für Studenten der Mathematik, Informatik, Natur- und Ingenieurwissenschaften. Vieweg, Braunschweig 1977, ISBN 3-528-03031-3.